# Persone di nome Charles/Militari
| Questa pagina contiene informazioni ricavate automaticamente dalle voci biografiche con l'ausilio del template Bio e di un bot. L'aggiornamento è periodico e automatico e ricostruisce completamente la pagina. Se manca una persona in questa lista, sei pregato di non aggiungerla, ma accertati piuttosto che la sua voce biografica contenga il template Bio e che i dati anagrafici siano correttamente compilati. Se il template Bio manca, inseriscilo tu stesso o, in alternativa, metti l'avviso {{tmp\|Bio}} che ne segnala la mancanza. Se i dati riportati sono sbagliati, correggi direttamente la voce biografica; le modifiche saranno visibili in questa lista entro pochi giorni. Per chiarimenti vedi il progetto antroponimi. La lista contiene solo le 62 persone che sono citate nell'enciclopedia e per le quali è stato implementato correttamente il template Bio. Pagina aggiornata al 6 mag 2025. |

Questa è una lista di persone presenti nell'enciclopedia che hanno il nome Charles e sono militari.

## A(1)
- Charles François Xavier d'Autemarre d'Erville, militare francese (Cheppy, n. 1805 - Parigi, † 1891)

## B(9)
- Charles Barbier de la Serre, militare francese (Valenciennes, n. 1767 - Parigi, † 1841)
- Charles Bataillard, militare italiano (Chambéry, n. 1783 - Torino, † 1861)
- Charles Marie Napoléon de Beaufort d'Hautpoul, militare francese (Salerno, n. 1804 - Parigi, † 1890)
- Charles François Bicquilley, militare, filosofo e matematico francese (Toul, n. 1738 - Toul, † 1814)
- Charles de La Boische, militare e funzionario francese (Castello di La Chaussaye, n. 1671 - Parigi, † 1749)
- Charles Bolden, militare e astronauta statunitense (Columbia, n. 1946)
- Charles François de Bonnay, ufficiale, diplomatico e politico francese (Cossaye, n. 1750 - Parigi, † 1825)
- Charles R. Boxer, militare e storico britannico (Sandown, n. 1904 - St Albans, † 2000)
- Charlie Brown, militare e aviatore statunitense (Weston, n. 1922 - Miami, † 2008)

## C(7)
- Charles de Charette de La Contrie, ufficiale francese (Nantes, n. 1796 - Couffé, † 1848)
- Charles d'Ursel, militare belga (Bruxelles, n. 1717 - Bruxelles, † 1775)
- Charles Chandler, militare statunitense (Louisiana, n. 1938 - San Paolo, † 1968)
- Charles Christie, militare britannico (Aslanduz, † 1812)
- Charles Pierre Claret de Fleurieu, ufficiale, oceanografo e politico francese (Lione, n. 1738 - Parigi, † 1810)
- Charles Coward, militare britannico (n. 1905 - Londra, † 1976)
- Charles Robert Cureton, militare britannico (Southwark, n. 1789 - Rasul Nagar, † 1848)

## D(10)
- Charles Domery, militare polacco (Benche)
- Charles de Gavre, militare belga (Mons, n. 1537 - † 1611)
- Charles de La Rochefoucauld, militare francese (n. 1520 - † 1583)
- Charles Joseph de Ligne, militare, scrittore e commediografo belga (Bruxelles, n. 1735 - Vienna, † 1814)
- Charles Ragon de Bange, militare e progettista francese (Balignicourt, n. 1833 - Le Chesnay, † 1914)
- Charles Marie de Beaumont d'Autichamp, militare francese (Angers, n. 1770 - Lhoumois, † 1859)
- Charles Philippe de Croÿ, militare e politico olandese (Bruxelles, n. 1549 - Borgogna, † 1613)
- Charles Alexandre de Croÿ, militare belga (n. 1581 - Bruxelles, † 1624)
- Charles de Fitz-James, militare francese (Saint-Germain-en-Laye, n. 1712 - Parigi, † 1787)
- Charles Bretagne Marie de La Trémoille, militare francese (Parigi, n. 1764 - Parigi, † 1839)

## F(3)
- Charles FitzCharles, I conte di Plymouth, militare inglese (Londra, n. 1657 - Tangeri, † 1680)
- Charles Claude Flahaut de La Billarderie, militare e politico francese (Saint-Remy-en-l'Eau, n. 1730 - Altona, † 1809)
- Paul de Forges, militare e aviatore francese (Nantes, n. 1912 - El'nja, † 1943)

## G(3)
- Charles Armand de Gontaut-Biron, militare francese (n. 1663 - † 1756)
- Charles James William Grant, militare britannico (Bourtie, n. 1861 - Sidmouth, † 1932)
- Charles Grey, ufficiale e politico inglese (Northumberland, n. 1804 - † 1870)

## H(1)
- Charles Howard-Bury, militare, esploratore e politico britannico (n. 1883 - † 1963)

## J(1)
- Charles Jarvis, militare britannico (Fraserburgh, n. 1881 - Dundee, † 1948)

## K(4)
- Charles Keightley, militare britannico (Anerley, n. 1901 - Salisbury, † 1974)
- Charles A. Kell, militare statunitense (East Canton, n. 1894 - Ponte della Delizia, † 1918)
- Charles E. Kelly, militare statunitense (Pittsburgh, n. 1920 - Pittsburgh, † 1985)
- Charles C. Kirkpatrick, ufficiale statunitense (San Angelo, n. 1907 - Kerrville, † 1988)

## L(6)
- Charles César de Fay de La Tour-Maubourg, militare e politico francese (Drôme, n. 1757 - Parigi, † 1831)
- Charles Lawrence, militare inglese (Plymouth, n. 1709 - Halifax, † 1760)
- Charles Antoine Liébault, militare francese (Nancy, n. 1771 - Parigi, † 1811)
- Charles Lullier, militare francese (Mirecourt, n. 1838 - Panama, † 1891)
- Charles Lynch, ufficiale statunitense (Chestnut Hill, n. 1736 - Contea di Pittsylvania, † 1796)
- Charles Lyttelton, X visconte Cobham, ufficiale e politico britannico (Kensington, n. 1909 - Marylebone, † 1977)

## M(4)
- Charles H. MacDonald, militare e aviatore statunitense (Dubois, n. 1914 - † 2002)
- Charles Marshall, militare statunitense (Warrenton, n. 1830 - Baltimora, † 1902)
- Charles du Paty de Clam, militare francese (Parigi, n. 1895 - Versailles, † 1948)
- Charles de Montmorency, militare francese (n. 1307 - † 1381)

## P(7)
- Charles Paget, VI marchese di Anglesey, ufficiale inglese (n. 1885 - † 1947)
- Charles Pierrepont, I conte Manvers, militare, politico e nobile inglese (Londra, n. 1737 - Londra, † 1816)
- Charles Pierrepont, II conte Manvers, militare, politico e nobile inglese (Londra, n. 1778 - Londra, † 1860)
- Charles Pierrepont, IV conte Manvers, militare, politico e nobile inglese (Londra, n. 1854 - Londra, † 1926)
- Charles Piroth, militare francese (n. 1906 - † 1954)
- Charles Poletti, militare e politico statunitense (Barre, n. 1903 - Marco Island, † 2002)
- Charles Portal, militare britannico (Hungerford, n. 1893 - Funtington, † 1971)

## R(1)
- Charles Rabemananjara, militare e politico malgascio (Antananarivo, n. 1947)

## S(3)
- Charles Fitzgerald Sowerby, militare britannico (Wycliffe Hall, n. 1866 - battaglia dello Jutland, † 1916)
- Charles Henry Spencer-Churchill, militare britannico (n. 1828 - † 1877)
- Charles Swan, militare e pirata inglese (Inghilterra - Mindanao, † 1690)

## T(1)
- Charles Adelle Lewis Totten, militare e scrittore statunitense (New London, n. 1851 - † 1908)

## U(1)
- Charles Upham, militare neozelandese (Christchurch, n. 1908 - Christchurch, † 1994)